# یواس‌اس گادجین (اس‌اس-۵۶۷)
یواس‌اس گادجین (اس‌اس-۵۶۷) (به انگلیسی: USS Gudgeon (SS-567)) یک زیردریایی بود که طول آن ۲۶۹ فوت ۲ اینچ (۸۲٫۰۴ متر) بود. این زیردریایی در سال ۱۹۵۲ ساخته شد.